# 야코프 트랴피친
야코프 이바노비치 트랴피친(러시아어: Я́ков Ива́нович Тряпи́цын, 1897년 4월 25일경~1920년 7월 9일)은 러시아 제국의 군인으로 붉은 군대 유격대를 지휘한 아나키스트 성향의 지휘관이다. 러시아의 군인이다. 제1차 세계대전 때 러시아 제국 육군에서 복무해 준위까지 달았다고 알려졌다. 이후 러시아 내전 때 적군에 가담하여 동부 전선 (러시아 내전)에서 종군했다. 붉은 군대 니콜라옙스크 전선군 사령관 겸 니콜라옙스크 군관구 사령관을 역임했고, 이후 소련의 괴뢰국인 극동 공화국의 인민혁명군 오호츠크 전선군 사령관을 지냈다.

## 생애
농민 가정의 블라디미르 지방의 리핀 셰로마 군 사바슬레이카 마을에서 태어났다. 이후 니콜라옙스크 지도자를 자처해 볼셰비키 측에게 인정받은 후 니콜라옙스크에서 대규모 학살과 파괴로 악명을 얻었다. 켈비 마을의 도시에서 반란이 일어났다. 반란은 볼셰비키와 그들의 특수기관 주도로 게릴라들이 일으킨 반란이었다. 트랴피친은 체포됐고 "103인" 재판에 의한 유죄판결을 받고, 1920년 7월 9일, 처형 당했다.